# Себхат Нега
Себхат Нега (род. в 1935, Адуа, Эфиопия) — тыграйско-эфиопский политик и государственный деятель, участник гражданской войны, соратник Мелеса Зенауи, главный идеолог НФОТ. Один из основателей Народного фронта освобождения Тыграй. В 1991—2010 гг. являлся членом Политбюро Народного фронта освобождения Тыграй. Один из наиболее влиятельных лидеров НФОТ. До 2018 года занимал пост генерального директора Эфиопского правительственного аналитического центра. В 2020 году стал одним из лидеров тыграйской стороны в военно-политическом конфликте с эфиопским правительством Абия Ахмеда Али.

## Ранние годы
Родился в Адуа в 1935 году. Окончил экономический факультет, некоторое время работал в Министерстве финансов Эфиопии, в 1976 году ушёл в подполье, став активистом эфиопской вооружённой оппозиции. Участвовал в гражданской войне в Эфиопии.

## Партийный функционер
В 1970-е и 1980-е гг. стал одним из основателей НФОТ и Марксистско-ленинской лиги Тыграй (МЛЛТ), чья идеология базировалась на марксизме, ходжаизме и тыграйском национализме. Во время вооружённой борьбы против ДЕРГ Себхат Нега фактически контролировал финансы НФОТ, будучи руководителем Благотворительного фонда восстановления Тыграй (будущий EFFORT) и экономического комитета партии. В 1991 году, после свержения военного режима в Эфиопии, стал одним из главных функционеров режима Мелеса Зенауи, не занимая при этом никаких ключевых государственных постов. Себхат Нега стал главным идеологом НФОТ, а также главой экономического департамента правящего Революционно-демократического фронта эфиопских народов. В 2001 году стал исполнительным директором EFFORT — дочерней организации НФОТ, контролировавшей финансовые, транспортные, торговые, промышленные, строительные и энергетические «партийные компании». В 2010—2012 гг. покинул партийные посты в ЦК и Политбюро НФОТ, возглавив Правительственный аналитический центр. Себхат Нега потерял былое влияние и могущество после смерти премьер-министра Эфиопии Мелеса Зенауи, однако продолжал оставаться одним из лидеров Народного фронта освобождения Тыграй.

## Участие в мятеже и арест
В 2020 году в регионе Тыграй вспыхнуло вооружённое противостояние между НФОТ и правительством Абия Ахмеда Али. По мнению эфиопских властей, Себхат Нега был одним из инициаторов нападения сил НФОТ на базы Северного командования эфиопской федеральной армии в начале ноября 2020 года. После взятия столицы региона Тыграй, Мэкэле, правительственными войсками бежал в горные районы Тыграя, где скрывался в убежищах НФОТ. 8 января 2021 года Себхат Нега был арестован в своём горном убежище в результате спецоперации федеральной армии Эфиопии, вместе с ним были задержаны его жена и несколько офицеров тыграйских сил.